# Hà Trì
Hà Trì (tiếng Tráng: Hozciz, chữ Hán giản thể: 河池) là một địa cấp thị thuộc khu tự trị dân tộc Choang Quảng Tây, Cộng hòa Nhân dân Trung Hoa. Hà Trì có dân số năm 2004 là 3.830.000 người và diện tích là 35.500 km². Tên gọi trước đây là Kim Thành Giang. Năm 2004, địa khu Hà Trì đổi thành địa cấp thị Hà Trì.

## Địa lý
Phía đông Hà Trì tiếp giáp với Liễu Châu, phía nam giáp với Nam Ninh, phía đông nam giáp với Lai Tân, phía tây nam giáp với Bách Sắc, phía bắc giáp với tỉnh Quý Châu.
Hà Trì nằm ở phía tây bắc khu tự trị dân tộc Choang Quảng Tây, trên phần phía nam của cao nguyên Vân Quý. Phần phía tây bắc của Hà Trì là cao hơn cả và thoải dần xuống về phía đông nam. Hà Trì là một địa cấp thị miền núi với các dãy núi nằm ở phía bắc như Cửu Vạn Đại Sơn, ở phía tây bắc là Phượng Hoàng Sơn, ở phía đông là Phong Lĩnh, ở phía tây là Đô Dương Sơn và ở phía tây nam là dãy núi Thanh Long. Đỉnh núi cao nhát chưa có tên gọi với độ cao tuyệt đối là 1.693 m. Con sông lớn chảy qua địa cấp thị này là sông Hồng Thủy.
Khí hậu của khu vực Hà Trì là cận nhiệt đới gió mùa ẩm ướt. Thời lượng chiếu sáng hàng năm là từ 1.450 tới 1.600 giờ. Lượng giáng thủy trung bình năm đạt 1.200-1.600 mm, nhưng có thể đạt tới 2.500 mm.

## Phân chia hành chính
- 2 khu nội thành (Quận):
  - Kim Thành Giang (金城江)
  - Nghi Châu (宜州)
- 4 huyện:
  - Nam Đan (南丹)
  - Thiên Nga (天峨)
  - Đông Lan (东兰)
  - Phượng Sơn (凤山)
- 5 huyện tự trị:
  - Huyện tự trị dân tộc Mao Nam Hoàn Giang (环江毛南族自治县)
  - Huyện tự trị dân tộc Dao Đô An (都安瑶族自治县)
  - Huyện tự trị dân tộc Mục Lão La Thành (罗城仫佬族自治县)
  - Huyện tự trị dân tộc Dao Ba Mã (巴马瑶族自治县)
  - Huyện tự trị dân tộc Dao Đại Hóa (大化瑶族自治县)

## Dân cư
Năm 2004 dân số Hà Trì là 3.830.000 người với các dân tộc chính là người Choang, người Hán, người Dao, người Mục Lão, người Mao Nam, người Miêu, người Đồng và người Thủy. Đây cũng là khu vực có nhiều nhất dân cư thuộc các dân tộc thiểu số tại Quảng Tây.